# Parafia św. Wojciecha Biskupa Męczennika w Iwanowicach Dużych
Parafia św. Wojciecha w Iwanowicach Dużych – parafia rzymskokatolicka, znajdująca się w archidiecezji częstochowskiej, w dekanacie Krzepice.